# Clément Ader
Clément Ader (Murét) (Francia), 2 de abril de 1841-Toulouse (Francia), 5 de marzo de 1925) fue un ingeniero y aviador francés al que se debe, entre otras invenciones, un micrófono y los primeros perfeccionamientos del teléfono. En 1880 instaló en París la primera línea telefónica. Es famoso especialmente por ser el uno de los pioneros de la aviación.

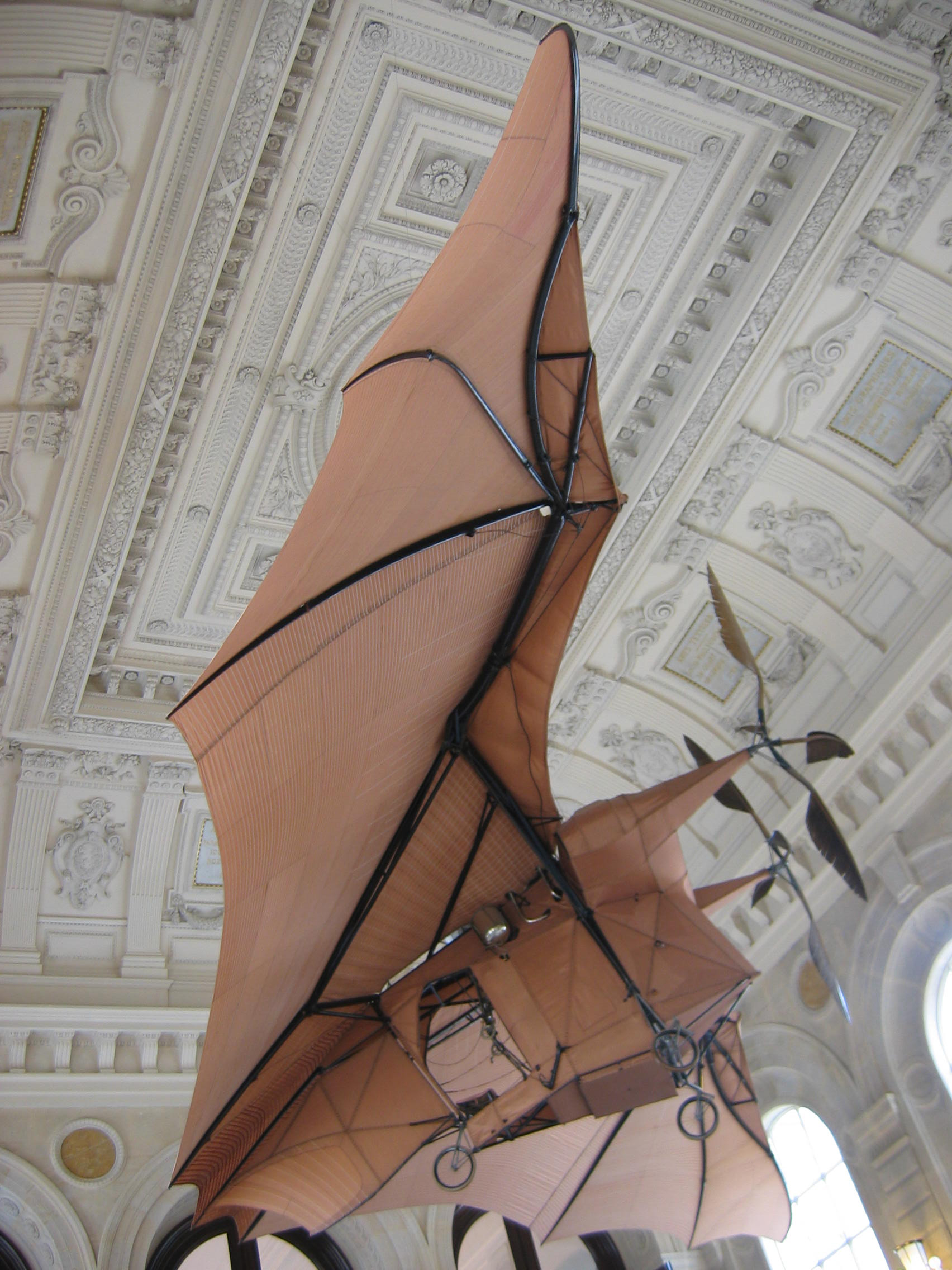
Avion III.

## El inventor

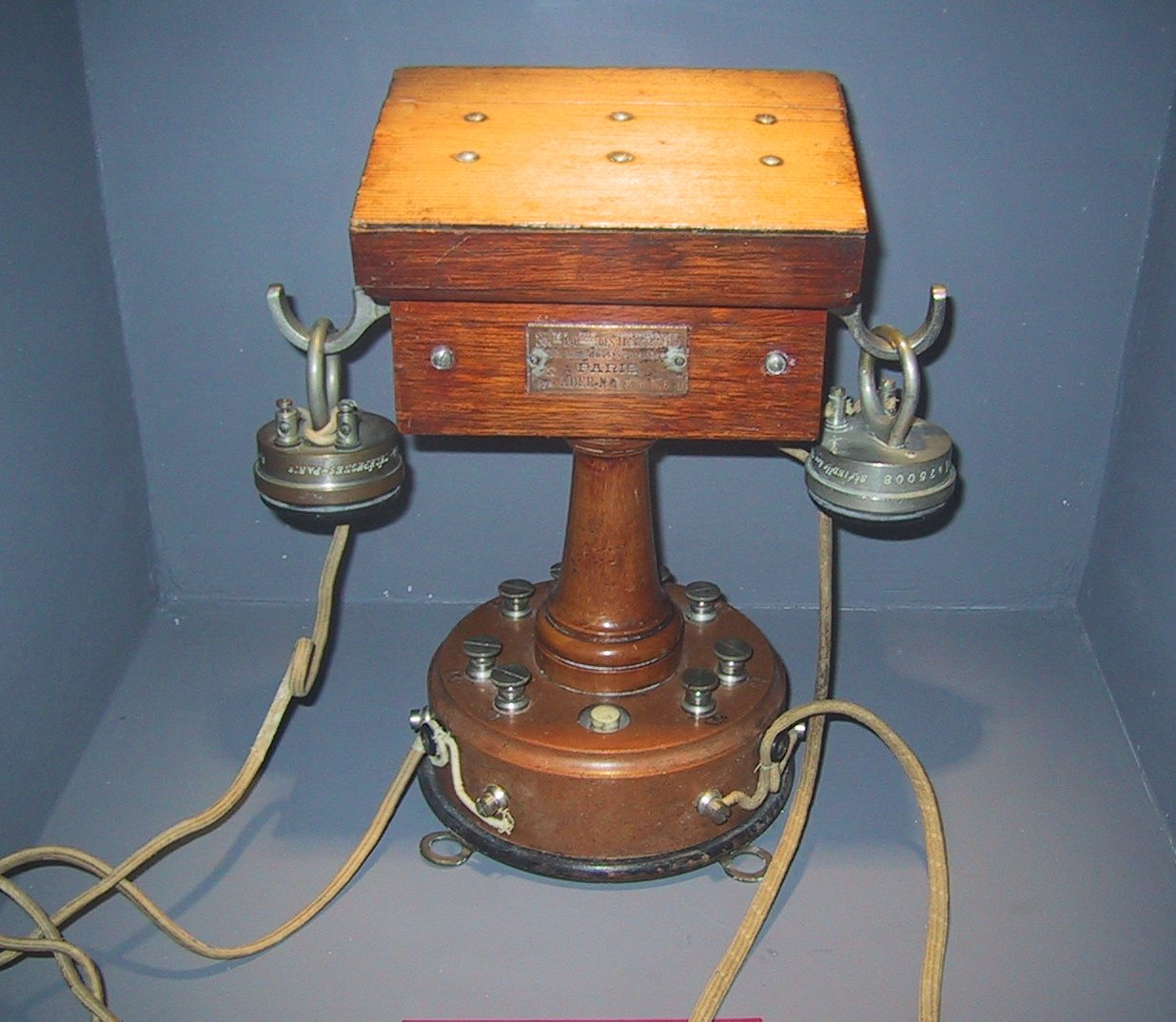
Teléfono Ader, 1880.

Ader fue todo un innovador en muchos campos de la ingeniería eléctrica y la mecánica. Originalmente estudió la primera, y en 1878 llegó a mejorar el teléfono patentado por Alexander Graham Bell. Después de esto, estableció en 1880 el primer servicio telefónico de la ciudad de París. Un año después ideó un artilugio al que llamó teatrófono, en el que los oyentes escuchaban los sonidos por dos canales de audio, uno para cada oreja, siendo el precursor del actual estéreo. Por añadidura, en 1903 desarrolló un motor V8 para la famosa carrera París-Madrid, produciendo unos pocos, aunque no consiguió venderlos.

## Desarrollo del avión
Pero realmente la mayor pasión de Ader fue la aviación, a la que dedicó mucho tiempo y dinero a lo largo de su vida. Gracias a los estudios de Louis Pierre Mouillard sobre el vuelo de los pájaros, construyó su primera máquina voladora en 1886, el Éole. Con apariencia de murciélago, se propulsaba mediante un motor de vapor de su propia invención, y el 9 de octubre de 1890, Ader intentó realizar su primer vuelo. Se suele aceptar el hecho de que el aparato despegó, pero para realizar un salto totalmente descontrolado de 50 m y 20 cm de elevación, aunque 13 años antes que los hermanos Wright.

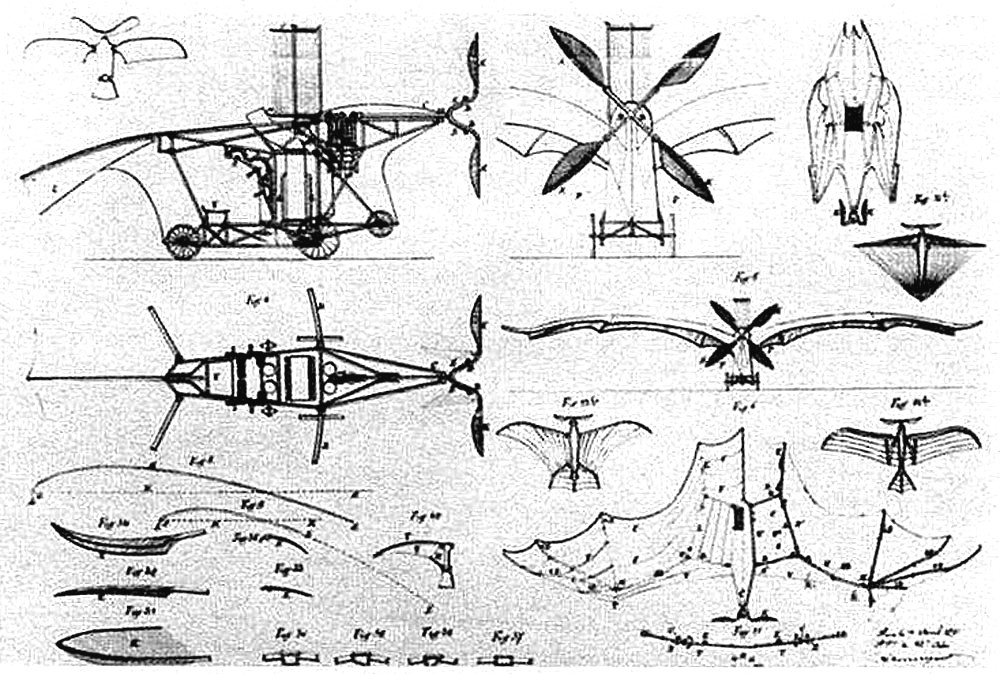
Dibujos de la patente del Éole.

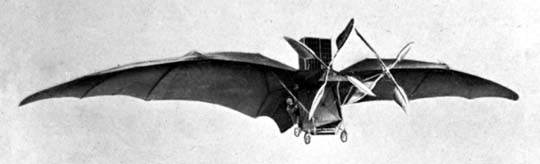
El Avion III de Clément Ader (fotografía de 1897).

Ader acometió la construcción de un segundo aparato, llamado Avion II, y también conocido como Zephyr o Éole II. Sin embargo, parece ser que el trabajo nunca se completó y que fue abandonado en favor del Avion III. No obstante, más tarde, en 1892, Ader defendió haber efectuado un vuelo de 100 m con el Avion II totalmente terminado, hecho que nunca ha sido aceptado por la comunidad aérea

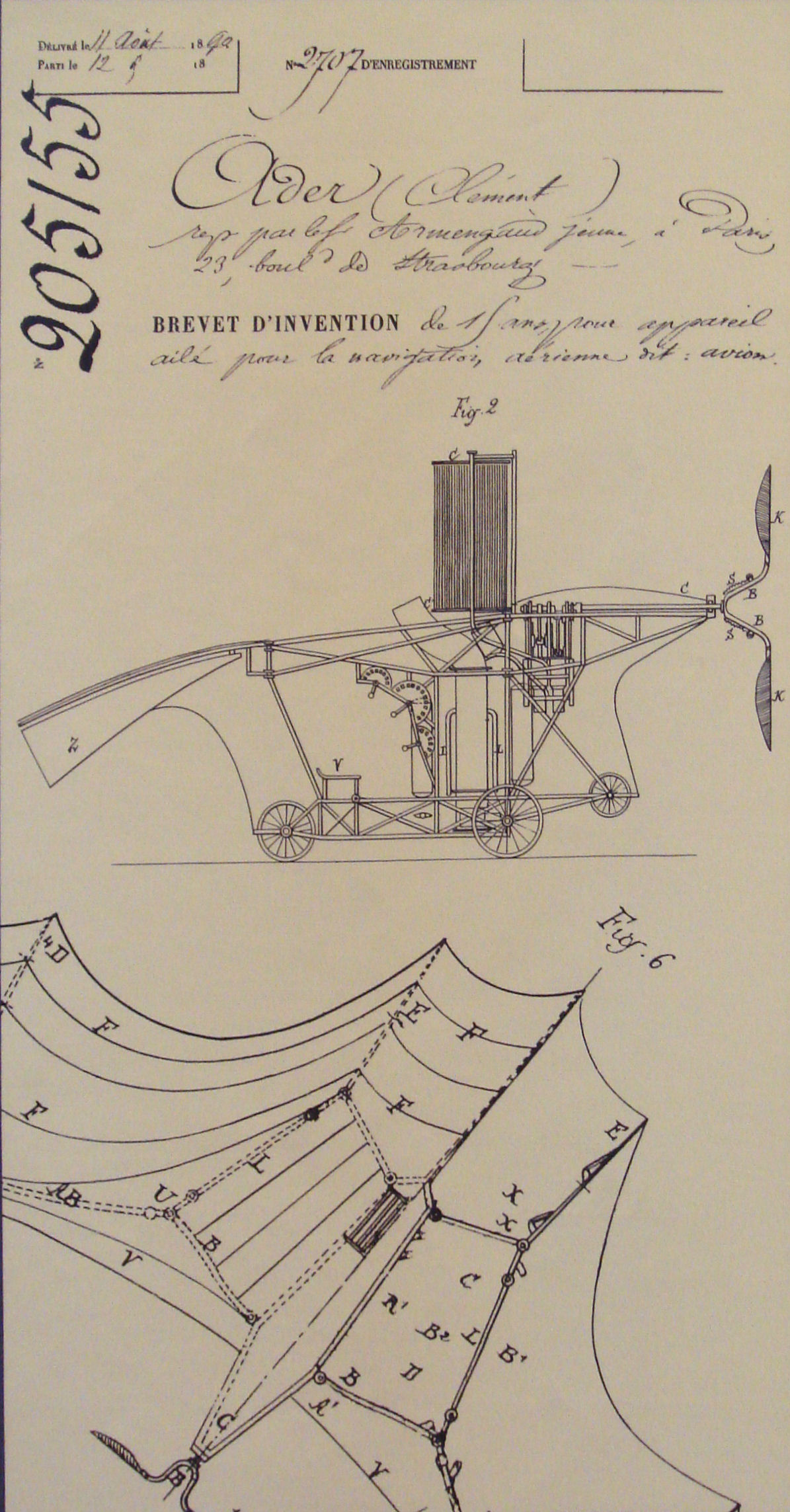
Patente francesa 205155, correspondiente a Clément Ader y su Éole, 19 de abril de 1890.

Los progresos de Ader atrajeron la atención del ministro de la guerra, Charles de Freycinet. Con su respaldo, Ader construyó el Avion III, igualmente con forma de murciélago, y equipado con dos rudimentarias hélices. Cuando intentó volar, tras una corta carrera la máquina fue derribada por un golpe de viento, pero los auténticos resultados del experimento fueron guardados como secreto por los franceses. Sin embargo, ya en 1910 y con el aeroplano ya inventado, se reveló que los resultados fueron infructuosos.

## El avión militar
Clément Ader siempre defendió el papel de la aviación en la guerra como algo fundamental en el futuro. En 1909 publicó La Aviación Militar, que fue un libro muy popular en los años anteriores a la Primera Guerra Mundial. Lo más destacable, es que ya en aquel entonces este pionero defendía el uso del portaaviones como un nuevo escenario para los combates aéreos. De hecho, fue su idea de isla flotante la que un año después dio pie a las primeras investigaciones para la construcción de este tipo de buques de guerra.

## Influencia
Aunque no fue el primero en conseguir volar, Clément Ader sí tiene el honor de haber sido la persona que pusiera nombre al aparato que hoy en día conocemos como aeroplano en varios idiomas como su francés natal, el español o el portugués.  Airbus bautizó una de sus plantas de ensamblaje de aeronaves en Toulouse con su nombre. Clément Ader ha sido considerado "el padre de la aviación".